# Celin Bizet Ildhusøy
Celin Bizet Ildhusøy, née le 24 octobre 2001 à Frogner dans la municipalité de Sørum en Norvège, est une footballeuse internationale norvégienne qui joue au poste d'attaquante à Manchester United.

## Biographie

### En club

#### Parcours junior
Originaire de Frogner, Bizet commence à jouer au football pour le Frogner Idrettslag. À l'âge de 14 ans, elle rejoint le club de Skedsmo. Elle dispute des matchs importants à seulement 15 ans ainsi que neuf matchs pour l'équipe première en 2e division au cours de la saison 2016.

#### Vålerenga Fotball Damer (2017-2021)
Celin Bizet fait ses débuts seniors pour le Skedsmo FK en 2016. En début de saison en 2017, elle est transférée à Vålerenga, où elle fait ses débuts en Toppserien contre Avaldsnes en avril 2017 à seulement 16 ans. Elle marque son premier but en mai 2018 contre l'IK Grand Bodø. Parmi les supporters de Vålerenga, elle est surnommée "Cubafoten".
En 2019, elle est prêtée pour une courte durée au club du SF Grei. Avec Vålerenga, elle est finaliste de la coupe en 2017 et 2019, avant de remporter la coupe et le championnat en 2020.
Après une bonne saison 2020, plusieurs spéculations sont faites sur un transfert de la joueuse vers l'étranger. Cependant, elle signe un nouveau contrat avec Vålerenga en janvier 2021. Elle est également appelée au camp d'entraînement de l'équipe de Norvège à l'automne 2020.

#### Paris Saint Germain (2021-)
En juillet 2021, Bizet signe avec le Paris Saint Germain dans l'élite du football français. Elle connait ses premiers pas en Ligue des Champions contre le Real Madrid où elle remplace Sandy Baltimore à la 84e minute de jeu.
Elle obtiendra sa première titularisation de la saison 2021 en Ligue des Champions, le 8 décembre 2021 à l'issue du match contre le WFC Zhytlobud-1 Kharkiv. Elle délivrera une passe décisive à Laurina Fazer à l'issue du cinquième but et à Amanda Ilestedt à l'issue du sixième but qui soldera le match d'une victoire 6-0.
Elle remporte son premier trophée, la Coupe de France au terme de cette première saison dans le club de la capitale.

### En sélection
Elle dispute les Championnats d'Europe des moins de 19 ans en Écosse en 2019.
Elle est appelée pour la première fois en automne 2020 au camp d'entraînement de l'équipe nationale. Elle fait ses débuts pour l'équipe nationale norvégienne en novembre 2021 contre l'Arménie où elle inscrit son premier but.
En 2022, Bizet est convoquée pour disputer l'Algarve Cup 2022. Ses deux buts lors des matchs contre l'Italie et le Portugal font d'elle la meilleure buteuse du tournoi, avec l'Italienne Valentina Giacinti. La Norvège se classe à la troisième place.
Le 16 juin 2022, elle est sélectionnée par Lars Søndergaard pour disputer l'Euro 2022 en Angleterre.

## Vie privée
Bizet est la fille de l'ancien footballeur norvégien Kjell Gunnar Ildhusøy et d'une mère cubaine,. Elle possèdent de ce fait la double nationalité.
Celin Bizet est en couple avec le joueur de football international norvégien Aron Dønnum depuis le 6 juin 2020.
Le 24 octobre 2022, le Classico belge entre le Standard de Liège et le Royal Sporting Club Anderlecht est arrêté à cause de jet de fumigène et de chaise sur le terrain par les supporters de l'Anderlecht. Le match se termine sur une victoire de l'équipe de Aron Donnum, joueur du Standard, qui en profite pour demander en mariage Celin Bizet devant ses coéquipiers et les supporters du Standard. La réponse est sans surprise positive,.

## Statistiques

### International
| Équipe nationale | Année | Matchs | Buts |
| ---------------- | ----- | ------ | ---- |
| Norvège          |       |        |      |
| 2021             | 1     | 1      |      |
| 2022             | 10    | 4      |      |
| Total            | Total | 11     | 5    |

Les scores et les résultats listé le décompte des buts de la Norvège en premier, la colonne des scores indique le score après chaque but de Bizet.
| Nombre | Date             | Lieu                                                      | Adversaire | Score | Résultat | Évènement                                                     |
| ------ | ---------------- | --------------------------------------------------------- | ---------- | ----- | -------- | ------------------------------------------------------------- |
| 1      | 30 novembre 2021 | Stade de l'Académie de football d'Erevan, Erevan, Arménie | Arménie    | 9–0   | 10–0     | Qualification pour la Coupe du Monde Féminine de la FIFA 2023 |
| 2      | 20 février 2022  | Estádio Algarve, Loulé, Portugal                          | Italie     | 1–2   | 1–2      | Algarve Cup 2022                                              |
| 3      | 23 février 2022  | Estádio Algarve, Loulé, Portugal                          | Portugal   | 2–0   | 2–0      | Algarve Cup 2022                                              |
| 4      | 7 avril 2022     | Sandefjord Arena, Sandefjord, Norvège                     | Kosovo     | 5–1   | 5–1      | Qualification pour la Coupe du Monde Féminine de la FIFA 2023 |
| 5      | 7 octobre 2022   | Ullevaal Stadion, Oslo, Norvège                           | Brésil     | 2–1   | 4–1      | Amical                                                        |

## Palmarès

### En club
Tottenham Hotspur 
- Coupe d'Angleterre : Finaliste en 2024

Vålerenga
- Toppsérien : 2020
- Coupe de Norvège féminine : 2020

Paris Saint Germain
- Coupe de France féminine : 2021-22[10]

Manchester United
- Finaliste de la Coupe d'Angleterre en 2025